# Marc Patin
Pour les articles homonymes, voir Patin.
Marc Patin, né le 4 octobre 1919 à Nogent-sur-Marne et mort le 13 mars 1944 à Berlin (Allemagne), est un écrivain et poète surréaliste français.

## Biographie

### Enfance et adolescence (1919-1937)
Marc Georges Patin naît le 4 octobre 1919. Il est le fils de Germaine et d’Anselme Patin, tous deux issus de familles modestes, de souche paysanne, et originaires de l’Oise (Picardie). Germaine Patin succombe de la tuberculose en 1929. Le père se remarie en 1930. Une fille, Monique, naît en 1932. La famille emménage à Paris. Marc Patin écrit ses premiers poèmes en 1934. Il est exclu, la même année, du lycée Buffon. Il poursuit ses études au lycée Henri-IV, où il est l’élève apprécié du philosophe René Maublanc. En 1936, Marc Patin se lie d’amitié avec un groupe de jeunes gens qui se baptisent eux-mêmes le Groupe du Luxembourg (du nom du célèbre jardin parisien). Le groupe se compose principalement de Jean Charua, Jean Parel, Jeannine Raynaud, Simone Raynaud et du poète Jean Hoyaux.

### LesRéverbères(1938-1939)
Michel Tapié, Jacques Bureau, Pierre Minne et Henri Bernard se réunissent, en décembre 1937, dans l’atelier du peintre Jean Marembert, et fondent le groupe néo-dadaïste Les Réverbères, qui éditera une revue éponyme, des plaquettes de poèmes (Tristan Tzara, Jean Cocteau…), tout en organisant des expositions de peinture, des concerts de jazz (auxquels se joindra Django Reinhardt) et des représentations théâtrales (Guillaume Apollinaire, Georges Ribemont-Dessaignes). Marc Patin rallie le groupe en formation, avec son ami Jean Hoyaux. Le premier numéro de la revue paraît en avril 1938. Marc Patin y publie des poèmes comme dans chaque livraison à venir. Il fait la rencontre de Christiane, à qui il dédie désormais tous les poèmes qu’il écrit.   
Marc Patin devient bachelier es Lettres en 1939 et intègre la SNCASO (Société nationale de construction aéronautique du Sud-Ouest). En janvier 1940, le poète s'éprend d’Helena, une pianiste d’origine hongroise. Très vite, cette passion incantatoire prend la forme d’un hymne universel et cosmique de l’être, de l’amour et du corps lyrique de la femme, à travers le nom de Vanina ou l'Étrangère.

### LaMain à Plume(1940-1943)
Durant la Drôle de guerre, Marc Patin est mobilisé en mai 1940 à Montluçon, dans un régiment d’infanterie. Il est démobilisé en juin et est incorporé aux Chantiers de Jeunesse à La Réole. Il écrit abondamment, partagé entre le mal être qui l’habite et la passion qu’il voue à Vanina : Toi qui m’attends toute droite et pure taillée dans la nuit. Il envisage, pour la première fois de regrouper ses poèmes sous le titre de L’Espace sentimental et est libéré le 20 janvier 1941. 
Il ne peut reprendre ses études et réintègre la SNCASO alors qu'il participe à la fondation de La Main à plume (dont le nom se réfère à Arthur Rimbaud), un collectif constitué par d’anciens membres, et du groupe surréaliste, et des Réverbères, qui comprendra une vingtaine d’artistes et d’intellectuels. Marc Patin compte parmi les signataires historiques d' "Etat de présence", le manifeste fondateur du groupe, avec : Adolphe Acker, Jean-François Chabrun, Régine Raufast, Robert Rius, Hans Schoenhoff et Gérard Vulliamy. Le Manifeste ouvre la première publication collective clandestine du groupe. Patin (qui en est le dépositaire), y publie deux poèmes : Notre Dame de l’Aube et Averse. En pleine tourmente nazie, la Main à plume rassemble les forces vives (demeurées en France) du surréalisme et poursuit l’action intransigeante et critique de ce mouvement.
Le poète intègre l’Imprimerie nationale, en tant que rédacteur en 1942. La même année, la Main à Plume va connaître une grande notoriété en publiant le célèbre poème de Paul Éluard : Liberté. Marc Patin signe le pamphlet du groupe Vos Gueules! qui fustige les écrivains publiant dans des publications collaborationnistes, tout comme, en 1943, les pamphlets collectifs : Lettre au Follain, Lettre au phoque Fargue (respectivement adressés à Jean Follain et à Léon-Paul Fargue qui ont publié dans l’hebdo vichyssiste L’Appel) et Nom de Dieu ! qui dénonce le « mysticisme catholico-bourgeois » de la revue Messages publié par Jean Lescure.

### Berlin tout au bout de la nuit (1943-1944)
Marc Patin est convoqué le 5 juillet au Bureau Allemand. Il tombe sous le coup du S.T.O. (Service du travail obligatoire). Malgré les pressions qu’il exerce auprès de son employeur, qui adresse deux courriers au Bureau Allemand et au Préfet de la Seine, pour tenter d’annuler la procédure; le résultat est négatif. Le 10 juillet 1943, Marc Patin est de nouveau convoqué, cette fois, à l’École de soudure Dieu & Allain, où on l'oblige à signer un contrat d’apprentissage. Le contrat prévoit un stage de six semaines. Or, le 26 juillet, Marc Patin part en Allemagne. Tous les membres de la Main à Plume sont dispersés. Seul, Robert Rius est encore à Paris. Ne parvenant pas à le joindre, Patin va lui écrire une lettre en lui expliquant la situation et son départ forcé. Dès son arrivée à Berlin, Marc Patin est emmené chez Argus Motoren, une importante usine de fabrication de moteurs pour voitures et pour avions. Il devient l’« hôte » d’un camp de 20 000 travailleurs étrangers et allemands. Il travaille comme tourneur. Les conditions de vie sont dures et précaires. Pendant ce temps, à Paris, Le Surréalisme Encore et Toujours, la sixième et dernière publication collective de la Main à plume, contenant « Voir et vouloir » de Marc Patin, paraît en août 1943, à 1500 exemplaires, sous l’égide des Cahiers de Poésie, dirigés par Jean Simonpoli. 
Le 20 février 1944, Marc Patin écrit en déportation Écoute !, son dernier poème, dédié à Jean Hoyaux, l'ami de la première heure. Fin février, il contracte une pneumonie et décède subitement le 13 mars, d’une embolie pulmonaire. 
Le poète est inhumé le 20 mars dans le cimetière de Berlin-Hohenschonhausen. Fin avril (lors d’un bombardement), une bombe vient exploser sur sa tombe ainsi que sur celles proches de quatre autres français. Deux ans plus tard, en 1946, les amis du groupe du Luxembourg devaient se réunir à nouveau dans l'enceinte du jardin (autour de la statue de Paul Verlaine), pour honorer le pacte qu'ils avaient signé huit ans auparavant. Un seul ami manquait à l'appel. En 1948, le ministère des Anciens Combattants et Victimes de guerre, déclara Marc Patin « MORT POUR LA FRANCE ». Les restes du poète et de ses quatre malheureux compagnons furent déposés dans un même cercueil qui fut inhumé en 1951, au cimetière national de Montauville. Quatre ans plus tard, l'Office départemental des anciens combattants de la Préfecture de la Seine reconnaissait à Marc Patin, par décision du 5 mars 1955, la qualité de « personne contrainte au travail en pays ennemi ».

## Œuvres de Marc Patin
- Les yeux très bleus d'une nuit pareille à un rire sans regret, Œuvre poétique 1938-1944, Edition établie et présentée par Christophe Dauphin (Les Hommes sans Epaules éditions, 2016)
- Le temps du rêve, Supérieur Inconnu, 2008.
- Les Vivants sont dehors, préface de Christophe Dauphin (poète), (revue Les Hommes sans épaules n°17/18, 2004)
- Vanina ou l’Étrangère, préface de Guy Chambelland, (Le Pont sous l’eau, 1992)
- Anthologie, postface de Guy Chambelland, illustrations d'Aline Gagnaire, (Le Pont sous l’eau, 1992)
- Poèmes, préface de Jean Hoyaux, (revue Réalité n°1, 1945)
- Quelques poèmes (Imprimerie nationale, 1945)
- L’Amour n’est pas pour nous, suivi de Femme Magique (les éditions de la Main à Plume, 1942)

## Sources bibliographiques
- Christophe Dauphin (poète): Dossier Marc Patin, le poète de la Femme Magique (revue Poésie 1/Vagabondages n°40, décembre 2004)
- Revue Les Hommes sans épaules n°17/18, numéro spécial réalisé par Christophe Dauphin (poète): Marc Patin et le surréalisme, novembre 2004.